# 良納·桑德里
良納·桑德里（西班牙語：Leonardo Sandri；1943年11月18日—）是阿根廷籍天主教主教級樞機及現任樞機團副團長。

## 生平
桑德里於1943年11月18日在阿根廷首都布宜諾斯艾利斯出生。家人是從意大利移民到阿根廷。他在布宜諾斯艾利斯的大神學院學習人文科學，哲學和神學，並從宗座阿根廷天主教大學獲得了神學碩士學位。
他於1967年12月2日晉鐸。他被送到羅馬宗座額我略大學深造，並獲大學頒授教會法博士學位。他曾在宗座傳教士學院就讀。
安傑洛·索達諾樞機於1997年10月11日將他晉牧，並獲教宗若望保祿二世任命為聖座駐委內瑞拉大使，領奇塔諾瓦領銜總教區總主教銜。他於2007年6月9日起擔任東方教會部部長。
教宗本篤十六世於2007年11月24日將他擢升為執事級樞機，領領製碟者的聖巴拉削及嘉祿執事區執事銜。他曾參與2013年教宗選舉秘密會議，當時選出的是教宗方濟各。
2018年，他升為司鐸級樞機並繼續以製碟者的聖巴拉削及嘉祿堂作領銜之用。6月28日，桑德里升為主教級樞機並繼續以該聖堂領銜，他不會因為沒有領羅馬城郊教區主教銜而跟其他主教級樞機有差別。
聖座新聞室於2020年1月25日宣布他當選樞機團副團長，接替升任樞機團團長的若翰·雷。教宗方濟各於新聞室作出該宣布前1天承認該選舉結果。

## 牧徽

良纳·桑德里的枢机牧徽